# Gaydoul Group
Die Gaydoul Group AG (bis 21. Januar 2008 Rast Holding SA) ist eine in Pfäffikon (Kanton Schwyz) domizilierte Gesellschaft. Sie ist die Holdinggesellschaft der Familie Gaydoul-Schweri. Die Gruppe beteiligt sich aktiv in den Segmenten Immobilien und Kapitalbeteiligungen sowie an Unternehmen im Premiumbereich mit Schweizer Werten.
Zur damaligen Rast Holding SA gehörten folgende Detailhandelsketten:
- Denner (2007 an Migros verkauft)
- Franz Carl Weber (2006 an Ludendo verkauft)
- Waro (2003 an Coop verkauft)

Die Gaydoul Group besitzt in der Schweiz weiterhin verschiedene Immobilien in Zürich, Bern, St. Gallen und Genf sowie weitere Liegenschaften in Basel und Lausanne. Die Handelszeitung schätzte den Wert dieses Liegenschaftenportefeuilles im Dezember 2007 auf über 350 Millionen Schweizer Franken. Die Franz-Carl-Weber-Liegenschaft wurde im Mai 2016 an die Swiss Life verkauft.
Im Juli 2008 stieg die Gaydoul Group mit einer 90 %-Beteiligung im Mode-Unternehmen Navyboot ein. Als zweites Investment übernahm die Gruppe im Oktober 2009 die Schweizer Strumpfmoden-Kette Fogal. Es folgten Mehrheitsbeteiligungen am Schweizer Modelabel Jet Set im Februar 2010 und am Uhrenhersteller Hanhart im Oktober 2010. Am Aktienkapital der im Januar 2011 gestarteten Neuen Helvetischen Bank ist die Gaydoul Group mit 9,5 % beteiligt.
Hanhart wurde im Februar 2014 an die GCI Management Consulting München devestiert und das Unternehmen Fogal im November 2015 an Lahco of Switzerland verkauft. Der Verkauf von Navyboot an die damalige Migros-Tochter Globus folgte per 1. Januar 2019.